# Tamura Kiyoaki
Tamura Kiyoaki (田村 清顕?; ... – 1586) è stato un samurai giapponese del periodo Sengoku, capo del clan Tamura.
Figlio di Tamura Takaaki, come il padre viene ricordato come un saggio guerriero; gli succedette alla guida del clan nel 1574.
Per poter resistere alle continue pressioni dei clan Satake e Ashina diede sua figlia in sposa a Date Masamune per suggellarne l'alleanza. Riuscì comunque a mantenere una certa indipendenza dal clan Date.
Morì nel 1586 e, non avendo eredi, il clan Tamura s'indebolì notevolmente a causa di conflitti interni per la successione, finendo per essere subordinato al clan Date.